# 京滨城际铁路
京滨城际铁路，又称京津第二城际铁路，是一条连接北京市通州区至天津市滨海新区的城际铁路，并且于北辰站引出联络线至天津西站，其中北京城市副中心站至宝坻段线路与京唐城际铁路共线，新建线路起于宝坻区，经过武清区、宁河区、北辰区、东丽区，最终进入滨海新区，全部位于天津市境内。2015年12月29日，先期工程正式开工。京滨城际铁路设计行车速度为250公里，规划运输能力为每年4000万人次，建设工期为4年。2022年12月30日，京滨城际铁路一期工程宝坻至北辰段正式通车。

## 历史
2016年1月28日，天津市武清区人民政府透露该区曾对京滨高铁规划线位、设站等做了大量的争取工作，但由于国家对京津冀协同发展统筹考虑，未能成功。6月30日，京滨城际铁路宝坻到滨海新区段工程项目正式获得国家发改委批复。
2018年10月30日，全线首榀箱梁成功架设。
2019年4月22日，宝坻南站开工建设。
2020年8月15日，由中铁十二局三公司承建的京唐、京滨、津承“三线三联”跨津蓟铁路连续梁安全合龙。11月1日，由中铁十八局承建的全线最大跨度跨河的连续梁——北辰特大桥跨青龙湾减河连续梁顺利合龙。
2021年3月31日，全线单跨最长连续梁顺利合龙，本线路宝坻段全面进入无砟轨道施工阶段。11月6日，京滨城际铁路宝坻至北辰段铺轨工程全面启动。
2022年4月4日，宝坻至北辰段无砟轨道施工全面完成。5月7日，宝坻南站至北辰站区段全线顺利铺轨贯通。7月，宝坻至北辰段进入静态验收阶段。8月12日，京滨城际铁路宝坻至北辰段进入联调联试。11月1日，联调联试工作结束，正式进入运行试验阶段。11月6日，京滨城际铁路北辰（不含）至滨海新区段正式开工建设。11月26日，京滨城际铁路正式接入北京站，进入全线运行试验阶段。12月30日，京滨城际铁路一期工程宝坻至北辰段正式通车。开通半月后，京唐、京滨城际铁路共计发送旅客8.7万人次。
2023年2月25日，由中铁四局承建的天津机场1号隧道首幅地下连续墙开工，标志着京滨城际铁路二期进入地下实体工程施工阶段。2023年3月4日，京滨城际铁路二期首根钻孔桩——东丽特大桥首根桥梁桩基顺利开钻，代表着京滨铁路二期桥梁工程正式进入实体工程施工阶段。
2024年11月20日上午，与京滨城际铁路天津机场站连通的天津机场1号隧道完成盾构机掘进，安全顺利贯通，是京滨城际铁路二期工程贯通的首座隧道。

## 车站
京滨城际铁路宝坻至滨海新区段线路正线长约97.8公里，全线设宝坻南、京津新城、北辰、滨海机场和滨海西等5座车站。
| 京滨城际铁路   |                                   |                   |                |            |                                                                                |
| 名称           | 英文名称                          | 运价里程 （公里） | 所在地         | 到发线数目 | 城市轨道交通等换乘路线                                                         |
| 宝坻           | Baodi                             | -                 | 天津市宝坻区   | 4台10线    | 京唐城际铁路 津承城际铁路（规划中）                                            |
| 宝坻南         | Baodinan                          | -                 | 天津市宝坻区   | 2台4线     | 津承城际铁路（规划中） 某“预控通道”城际铁路（规划中）                          |
| 北辰           | Beichen                           | -                 | 天津市北辰区   | 4台10线    | 天津地铁3号线北延长线（规划中） 天津地铁7号线（建设中） 津承城际铁路（规划中） |
| 滨海国际机场东 | Binhai International Airport East | -                 | 天津市东丽区   | 2台4线     | 天津地铁2号线 天津地铁Z2线（建设中）                                           |
| 滨海西         | Binhaixi                          |                   | 天津市滨海新区 | 8台18线    | 天津地铁Z2线（建设中） 滨海B2线（规划中） 滨海B3线（规划中）                   |